# Чосон Вімана
Чосон Вімана (кор. 위만조선, 衛滿朝鮮, Wiman Chosŏn, Wiman Joseon) — стародавнє державне утворення, остання династія першої корейської держави Кочосон, що існувала від 194 до 108 року до н. е. Була заснована ваном Віманом, який захопив трон у місцевого правителя Чуна. Завершилась історія династії з загибеллю онука засновника держави, Уго.

## Історія
Засновник династії, Віман, походив з давньокитайського царства Янь. Після заснування в Китаї династії Хань почались повстання, до меж Китаю вдерлись хунну, тож Віман, як і багато його співвітчизників, був змушений тікати на схід. За ним пішли його родичі й багато інших янців. Вони прямували до держави Кочосон. Коли вони дістались своєї мети, місцевий правитель Чун дозволив їм оселитись на корейських землях та навіть призначив Вімана воєначальником у західних землях. Однак невдовзі Віман підбурив повстання, захопив трон і проголосив власне царство. Чун утік до Чінгуку, де проголосив себе царем Хань.
Віман зробив своєю столицею місто Вангом-сон (кор. 왕검성, 王險城, ідентифікується як Пхеньян). Втім з цього приводу думки дослідників розбігаються, деякі з них вважають, що столиця Чосон Вімана розташовувалась у Ляоніні, а не в Кореї, тож володіння Вімана межували з Хань. Оскільки Хань на той момент ще не мала значної могутності, губернатор Ляодуну визнав Вімана за умов його невтручання до внутрішніх справ Китаю та підтримання миру на кордоні.
Віман, маючи значні військові сили, зумів завоювати міста Чінбон та Імдун, значно розширивши свої володіння.
За часів правління Вімана та його сина, ім'я якого наразі невідоме, корейська держава значно збільшила свій вплив та почала контролювати торгові шляхи між китайською державою Хань і сусідніми регіонами на північному сході. Остерігаючись надмірного зміцнення сусіда, а також його можливого союзу з племенами хунну, ханський імператор Лю Че 109 року до н. е. розпочав війну проти Кочосону. Після тривалих боїв місто Вангом-сон було захоплено, а корейський правитель Уго загинув, що поклало край існуванню Кочосону. На захоплених землях Хань заснувала чотири округи: Лолан, Сюаньту, Лінтунь, Чженьфань, три з яких за кілька років здались під тиском місцевого спротиву, а четвертий, Лолан, залишався важливим культурним і торговим регіоном до захоплення його державою Когурьо 313 року.